# 坡道青年足球會
坡道青年足球會（Rampla Juniors Fútbol Club)，简称坡道青年，为乌拉圭首都蒙得维的亚的一个足球俱乐部。该队成立于1914年，现参加乌拉圭足球甲级联赛。隊名中Rampla是西班牙語，意思是「坡道」。